# Kovács János (újságíró)
Kovács János (Gyanta, 1921. október 29. – Bukarest, 1997. augusztus 26.) romániai magyar újságíró, szerkesztő, irodalomkritikus. Sugár Erzsébet férje.

## Életútja
Középiskolát Nagyváradon, társadalomtudományi főiskolát Bukarestben végzett. 1946-tól a nagyváradi Fáklyának, 1949-től a bukaresti rádió magyar adásában, 1954-től az Előre a szerkesztőségében dolgozott, az 1970-es évek elején a Szocialista Művelődési és Nevelési Tanács munkatársa, 1975 és 1981 között a Művelődés főszerkesztője.
Irodalomkritikáit az Igaz Szó, Korunk, Utunk közölte. A Literatură și contemporaneitate című tanulmánygyűjteményben (1964) az irodalmi hős és a történelem viszonyáról értekezett; a NyIrK számára feldolgozta a Bukaresti Hírlap irodalmi törekvéseit (1968).
Irodalomkritikai köteteiben főleg az 1944 utáni erdélyi magyar irodalommal foglalkozott, de érintette a két világháború közötti irodalom kérdéseit is. Bírálatai, népszerűsítő írásai hosszú ideig a dogmatizmus jegyében fogantak, csak fokozatosan jutott el az irodalomtörténeti tények és az irodalomesztétikai összefüggések meghatározó szerepének fel- és elismeréséig.
Sajtótörténeti fontosságú bevezető tanulmányok kíséretében közreadta a Magyar Szó – Tavasz antológia (1971), Genius – Új Genius antológia (1975), valamint Periszkop antológia (1979) című köteteket, Nagyvárad és Arad haladó irodalmi szerepét elemezve és igazolva 1919 és 1926 között; Dienes László kritikai írásainak Sugár Erzsébet válogatásában megjelent gyűjteményét Évtizednyi útkeresés című tanulmányával bevezetve a Korunk körül kialakult haladó irodalmi gócot ismertette ("Sejtelme egy földindulásnak..." 1976).

## Kötetei
- Szemtől szemben a holnappal (útijegyzetek, 1959);
- Korszerűség és alkotás (cikkgyűjtemény, 1963);
- Hősök kora – a kor hősei (tanulmány, 1964);
- Azonos hullámhosszon (Feljegyzések a mai román irodalomról, 1973);
- Kétség és bizonyosság (kritikai tanulmányok, 1981);
- A kockázat bűvölete (Váltakozó közelítések. Elődök jelenvalósága. 1986).